# Vivamexico
Vivamexico is een geslacht van vliesvleugeligen uit de familie Encyrtidae. De wetenschappelijke naam van dit geslacht is voor het eerst geldig gepubliceerd in 2008 door Koçak & Kamal.

## Soorten
Het geslacht Vivamexico is monotypisch en omvat slechts de volgende soort:
- Vivamexico tamaulipeca (Trjapitzin & Myartseva, 2004)